# ナニモノ!
『ナニモノ!』は、文化放送のラジオ番組。

## 概要
次世代のラジオパーソナリティ発掘を主眼とし、自己紹介を行う番組。
2021年1月3日（2日深夜）から放送された第1期では、パーソナリティは原則隔週（2週置き）交代で担当。当初の放送予定は3月28日（27日深夜）までだったが、同年4月3日より放送時間を夕方に移動する形で継続されることとなった。その後、Girls²（4月17日・24日に本番組に出演）の新番組『Girls2のがるがるトーク!』の開始に伴い、6月26日で終了となった。
2022年9月29日から2023年3月23日までは、第2期として放送された。パーソナリティは第1期とは異なり、週替わりでの登場となる。
なお第2期は、一部の放送回が文化放送のポッドキャストサービス「Podcast QR」などにて配信されている。

## パーソナリティ

### 第1期
1. 坂口有望（2021年1月3日、1月10日）[7]
2. 岸田奈美（1月17日、1月24日）[12]
3. 崎山蒼志（1月31日、2月7日）[13]
4. 岡田圭右（ますだおかだ）、柴田英嗣（アンタッチャブル）（2月14日、2月21日）[14]
5. 鉄塔（小説家、ゲーム実況者）（2月28日、3月7日）[15]
6. 板垣瑞生（3月14日）[16]
7. 佐野玲於（GENERATIONS from EXILE TRIBE）（3月21日、3月28日）[17]
8. 納言（4月3日、4月10日）[9]
9. Girls²（4月17日、4月24日）[18]
10. ザ・マミィ（5月1日、5月8日）[19]
11. 福本莉子（5月15日、5月22日）[20]
12. 三人称（ゲーム実況グループ）（5月29日、6月5日）[21]
13. ONE N' ONLY（6月12日、6月19日）[22]
14. 日吉辰哉（6月26日）[23]

### 第2期
1. 青い（ドラムボーカリスト）（2022年9月29日）[10]
2. 中元日芽香（10月6日）[24]
3. 渡邉美穂（10月13日）[25]
4. 爛々（10月20日）[26]
5. 井上小百合（11月3日）[27]
6. 大原優乃（11月10日）[28]
7. 鈴木香里武（11月17日）[29]
8. 林士平（11月24日）[30]
9. ジャガモンド斉藤（12月1日）[31]
10. 関根優那（12月8日）[32]
11. 綱啓永（12月15日）[33]
12. 小島和哉・髙部瑛斗（千葉ロッテマリーンズ）（12月22日）[34]
13. 柚希関汰（風男塾）（2023年1月12日）[35]
14. ぱーてぃーちゃん（1月19日）[36]
15. シンクロニシティ（1月26日）[37]
16. カナメストーン（2月16日）[38]
17. 濱尾ノリタカ（2月23日）[39]
18. カラタチ（3月2日）[40]
19. 南登かなる（3月9日）[41]
20. 向井葉月（乃木坂46）（3月16日）[42]
21. 秋山寛貴（ハナコ）・吉田仁人（M!LK）（3月23日）[43][注 1]

## 関連番組
- Artist File -THE VOICE→Monthly Artist File-THE VOICE-（TOKYO FM） - アーティストが月替わりでパーソナリティを務める音楽トーク番組。
- QR→NEXT（YouTubeチャンネル）※文化放送運営[44]